# Epirhyssa silvatica
Epirhyssa silvatica är en stekelart som först beskrevs av Kamath och Gupta 1972.  Epirhyssa silvatica ingår i släktet Epirhyssa och familjen brokparasitsteklar. Utöver nominatformen finns också underarten E. s. insulana.